# Sinfonietta de Lausanne
 (septembre 2023).
Le  Sinfonietta de Lausanne, formé en 1981, est un orchestre symphonique vaudois.

## Biographie
S'il peut se vanter d'avoir "le plus jeune public de la scène classique lausannoise", le Sinfonietta de Lausanne n'en est pas moins l'un des meilleurs ensembles du paysage romand. Fondé en 1981 par le flûtiste et chef d'orchestre Jean-Marc Grob, l'Orchestre des Rencontres Musicales (ORM), qui prend en 1996 le nom de Sinfonietta, a pour vocation d'être un tremplin offert aux jeunes professionnels qui sortent du Conservatoire, les formant de manière efficace à la carrière de musicien d'orchestre.
L'orchestre se fait connaître en 1982 en donnant Didon et Enée de Purcell devant plus de 4 000 spectateurs au Théâtre municipal de Lausanne. L'ensemble a été ensuite dirigé par des chefs renommés, comme Roberto Benzi, Louis Langrée, Emmanuel Krivine et Michel Corboz, donnant 40 à 50 concerts par an et une vingtaine de programmes différents. Il effectue également des tournées qui le conduisent en Suisse et en Europe mais aussi au Canada ou en Chine. Le Sinfonietta de Lausanne est, enfin, le partenaire privilégié de grandes institutions comme l'Opéra de Lausanne, ou de festivals renommés comme le Montreux Jazz Festival et le St-Prex Classics.
Après trente ans passés à la tête du Sinfonietta de Lausanne, Jean-Marc Grob passe la main lors de la saison 2013-2014 au chef allemand Alexander Mayer. Le Sinfonietta de Lausanne bénéficie du soutien de la Ville de Lausanne, du Canton de Vaud, de la Loterie Romande et de nombreux mécènes privés.

## Sources
- « Sinfonietta de Lausanne », sur la base de données des personnalités vaudoises sur la plateforme « Patrinum » de la Bibliothèque cantonale et universitaire de Lausanne.
- Ellgass, "Pour nous, c'est une aubaine!" Le Matin, 13 juin 2006, p. 42
- Julliard, Nicolas, "The Divine Comedy, la pop en froc", Le Temps, 14 juillet 2004
- Chenal, Matthieu, "Il quitte un orchestre au top" [interview de Jean-Marc Grob], 24 Heures, 1er octobre 2012, p. 27
- Chenal, Matthieu, "Michel Corboz et Jean-Marc Grob veulent "faire du bruit"", 24 Heures, 26 septembre 2011, p. 32
- "Deux ensembles à la croisée de leurs destins", 24 Heures, 25 avril 2011
- Chenal, Matthieu, "Jean-Marc Grob s'en va avec Paganini", 24 Heures, 25 avril 2013, p. 36
- Chenal, Matthieu, "Combat pour la culture", 24 Heures, 3 octobre 2008, p. 36
- "Alexander Mayer est le nouveau directeur de l'orchestre Sinfonietta", 24 Heures, 2 octobre 2012.